# TWEL

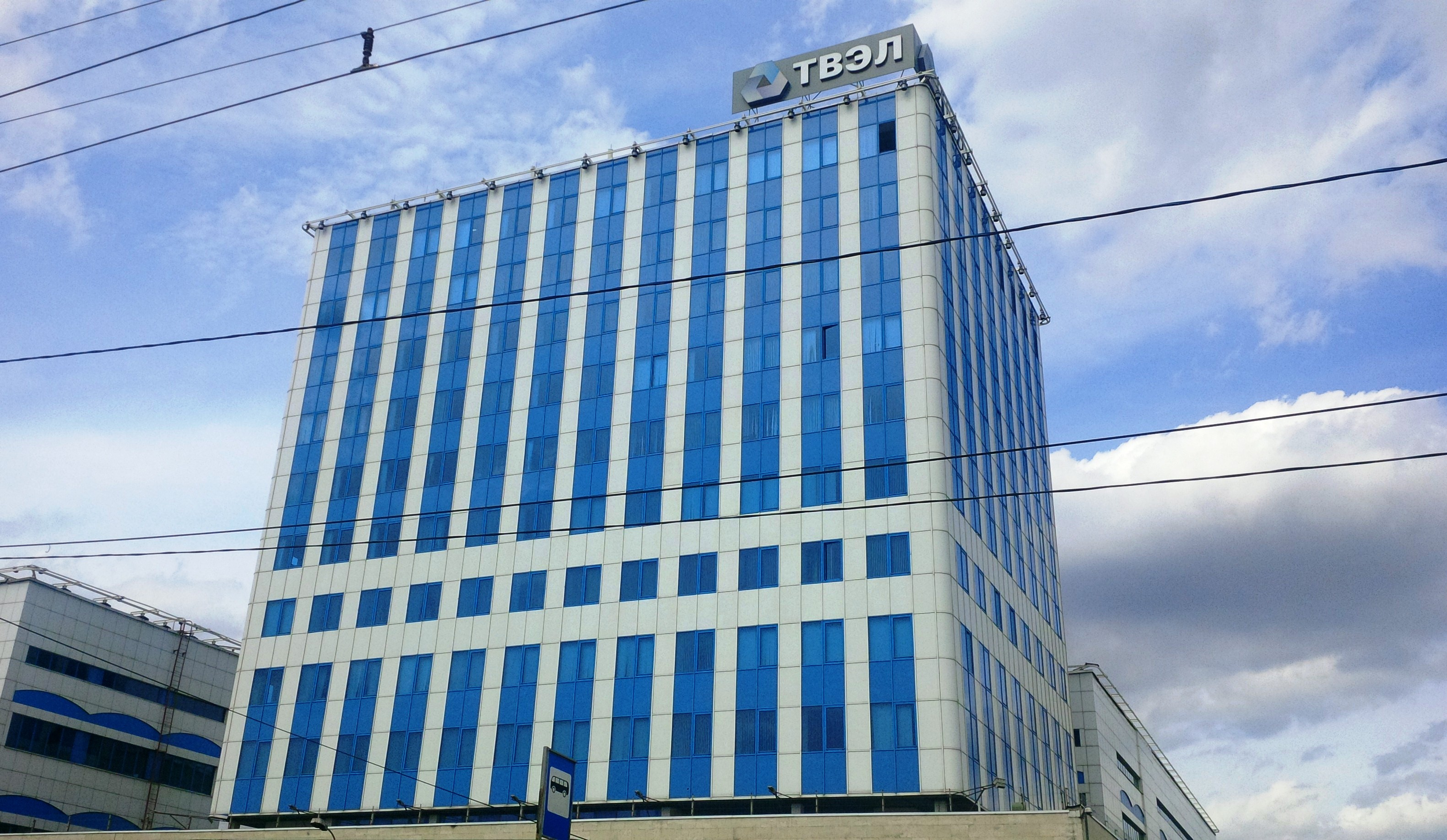
TWEL-Gebäude in Moskau

TWEL (russisch ТВЭЛ) ist ein russischer Konzern, der auf dem Gebiet der Urankonversion, der Urananreicherung und der Kernbrennstoff-Herstellung aktiv ist. TWEL ist eine Tochter von Atomenergoprom und untersteht somit der Föderalen Agentur für Atomenergie Russlands (Rosatom).
Nach eigenen Angaben ist TWEL der Monopollieferant von Kernbrennstoffen für die russischen Kernkraftwerke, Forschungsreaktoren und Schiffsreaktoren. Das Unternehmen exportiert seine Produkte in mehrere Länder und beherrscht rund 17 % des weltweiten Marktes für Kernbrennstoffe.

## Unternehmensgeschichte
TWEL wurde 1991 gegründet und war Teil des Ministeriums für Atomenergie und Industrie. Im Jahr 1996 wurde TWEL als ein eigenständiges Unternehmen ausgegliedert, dieses stand jedoch weiterhin unter staatlicher Verwaltung. Im Zuge der organisationalen Umstrukturierung wurden die Unternehmensanteile mehrerer staatlicher Unternehmen auf dem Gebiet der Kernbrennstoffproduktion teilweise an TWEL übertragen. Erster Präsident des Unternehmens war zwischen 1996 und 2000 der vormalige Minister für Atomenergie und Industrie der UdSSR Witali Konowalow. Im Jahr 2007 wurde Atomenergoprom zum alleinigen Anteilseigner TWELs.

## Geschäftsbereiche
Der TWEL-Konzern ist in verschiedenen Bereichen der Wertschöpfungskette der Kernbrennstoff-Herstellung aktiv.

### Urananreicherung
Zum Konzern gehören die vier Anreicherungsanlagen in Nowouralsk (Uraler Elektrochemisches Kombinat), Selenogorsk (Elektrochemisches Werk), Sewersk (Sibirisches Chemiekombinat) und Angarsk (Angarsker Elektrolyse-Chemisches Kombinat).
Diese Anlagen vereinen nach TWEL-Angaben ein Drittel der weltweiten Anreicherungs-Kapazitäten auf sich. Die angereicherten Produkte werden innerhalb des Konzerns zu Kernbrennstoff weiterverarbeitet oder über das Handelsunternehmen Techsnabexport exportiert. Das Uraler Elektrochemische Kombinat in Nowouralsk ist die weltgrößte Urananreicherungsanlage, die sich in Betrieb befindet (Stand: 2021).

### Kernbrennstoff-Herstellung
Die Kernbrennstoff-Fabriken in Elektrostal (Elemasch) und Nowosibirsk (Nowosibirsker Chemiekonzentrat-Werk) produzieren Kernbrennstoff für alle Arten russischer Reaktoren sowie eine Vielzahl ausländischer Reaktorbauarten.
Im März 2021 verkündete TWEL den geplanten Einstieg in die Brennelementfertigungsanlage Lingen des Unternehmens Advanced Nuclear Fuels (ANF). Der Antrag zur Genehmigung dieser Beteiligung durch das Bundeskartellamt wurde einige Tage vor dem russischen Einmarsch in der Ukraine im Februar 2022 zurückgezogen.
Die Ende 2019 gegründete European Hexagonal Fuels S.A.S. als Joint Venture zwischen TWEL (25 %) und Framatome (75 %) soll in Lizenz hexagonale Brennelemente für WWER-Reaktoren herstellen. Reaktoren westlicher Bauart nutzen oftmals Brennelemente mit quadratischer Grundfläche. Auch eine Fertigung am ANF-Standort in Lingen wird in diesem Zusammenhang diskutiert.
Im Jahr 2021 belieferte TWEL rund 75 Kernreaktoren in 15 Ländern mit Kernbrennstoffen.

### Maschinenbau
Zum Konzern gehören mehrere Unternehmen des Maschinenbaus, die hauptsächlich in der Entwicklung und dem Bau von Gaszentrifugen aktiv sind. Diese Gesellschaften haben ihren Sitz in Kowrow (Kowrower Mechanisches Werk), Wladimir (WPO Totschmasch) und Nowouralsk (Zentrotech). Im nicht-nuklearen Bereich werden auch Messgeräte, Batterien, Bohrschlammaufbereitungsanlagen und Brennstoffzellensysteme produziert.

## Belieferte Kraftwerke
Im Folgenden findet sich eine nicht erschöpfende Auswahl ausländischer Kernkraftwerke, für deren (teilweise) Belieferung TWEL in der Vergangenheit Verträge abschloss:
- 1997 Kernkraftwerk Tianwan (VR China)
- 1999 Kernkraftwerk Paks (Ungarn)
- 2001 Kernkraftwerk Dukovany (Tschechien)
- 2003 Kernkraftwerk Kudankulam (Indien)
- 2005 Kernkraftwerk Mezamor (Armenien)
- 2006 Kernkraftwerk Loviisa (Finnland)
- 2006 Kernkraftwerk Temelín (Tschechien)
- 2010 Kernkraftwerk Mochovce (Slowakei)
- 2013 Kernkraftwerk Hanhikivi (Finnland)
- 2017 Kernkraftwerk Astrawez (Weißrussland)
- 2017 Kernkraftwerk Akkuyu (Türkei)